# IntArtvenció
IntArtvenció és un esdeveniment dedicat a l'art de carrer que es realitza des del 2016 a Martorell (Baix Llobregat). Consisteix en una setmana durant la qual es duen a terme intervencions artístiques als carrers i espais públics de la vila, al mateix temps que es programen exposicions temporals i activitats com ara xerrades, taules rodones i activitats familiars a l'entorn de l'art urbà. L'organitza l'Ajuntament de Martorell a través de Museus de Martorell, amb la col·laboració d'entitats artístiques locals, com els Amics de l'Art de Martorell i els Artistes Plàstics de Martorell.

## Edicions
La primera edició es va dur a terme del 5 al 16 d'octubre de 2016, amb la participació de l'artista brasiler Muretz, que va fer intervencions al pati exterior del Museu Muxart i a les columnes sota el pont d'Anoia, i del pintor de pop art Antonio de Felipe, que va exposar la seva obra al Museu Muxart.
La segona edició tingué lloc del 22 al 25 de novembre de 2017, amb la presència, entre d'altres, d'Okuda San Miguel, que pintà un gran mural a la façana del Centre Cultural.
A la tercera edició, del 19 al 23 de novembre de 2018, hi van participar la martorellenca Mònica Dueñas, coneguda com a Mho, amb un mural gegant a la plaça 25 de Setembre; la lleidatana Mireia Serra, coneguda com a Lily Brick, amb el mural Happy childhood sobre el respecte als infants al carrer de la Unió; i el madrileny Sfhir.
A la quarta edició, del 12 al 20 de juny de 2021, hi van participar FeminisART, Mho Martorell i Toni Espinar.